# Cosabico Verde
Cosabico Verde är en ort i Mexiko.   Den ligger i kommunen Yutanduchi de Guerrero och delstaten Oaxaca, i den sydöstra delen av landet, 300 km sydost om huvudstaden Mexico City. Cosabico Verde ligger 1 653 meter över havet och antalet invånare är 144.
Terrängen runt Cosabico Verde är kuperad åt nordost, men åt sydväst är den bergig. Runt Cosabico Verde är det glesbefolkat, med 12 invånare per kvadratkilometer. Närmaste större samhälle är San Antonio Huitepec, 19,6 km sydost om Cosabico Verde. I omgivningarna runt Cosabico Verde växer huvudsakligen savannskog.